# Tanahwulan
Tanahwulan is een bestuurslaag in het regentschap Bondowoso van de provincie Oost-Java, Indonesië. Tanahwulan telt 4017 inwoners (volkstelling 2010).